# Cestrum azuense
Cestrum azuense är en potatisväxtart som beskrevs av Ignatz Urban och Ekman. Cestrum azuense ingår i släktet Cestrum och familjen potatisväxter. Inga underarter finns listade i Catalogue of Life.